# Serguéi Yendogurov

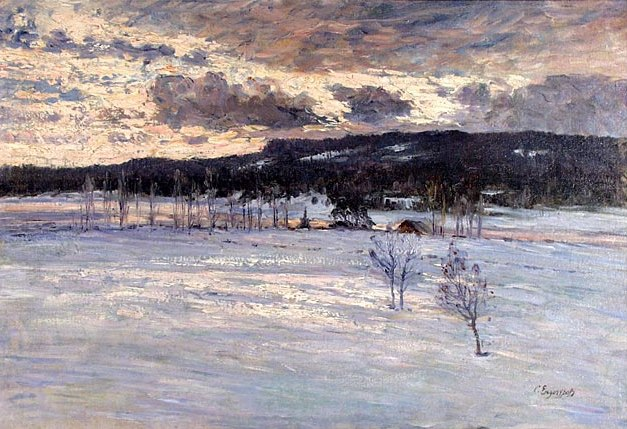
Paisaje de invierno

Serguéi Ivánovich Yendogurov (en ruso: Сергей Иванович Ендогуров; 11 de octubre de 1864, San Petersburgo - 4 de diciembre de 1894, San Petersburgo) fue un pintor ruso de paisajes y pintor de acuarela adscrito a la corriente neoclasicista. Su hermano Ivan, fue también un conocido pintor de paisajes.

## Biografía
Su padre, Ivan Yendogurov (1812-1871) fue un contraalmirante de la Armada Imperial Rusa. Su madre era hija del almirante Fiódor Yuriev (1783-1856). Mientras asistía al gimnasio, él y su hermano se familiarizaron con el paisajista, Yefim Volkov, que estimuló su interés por el arte.
A diferencia de Iván, Serguéi nunca tuvo una formación artística formal. Asistió a la Academia Naval Rusa en 1884 y se convirtió en oficial. De 1885 a 1888, fue miembro de la tripulación en el clíper "Vestnik" (Herald) sirviendo en el Pacífico.
Durante ese tiempo, de forma autodidacta aprenció pintura de acuarela y, cuando se retiró del servicio, se convirtió en miembro de la "Sociedad de acuarelistas rusos", pintando una gran cantidad de escenas que representan los lugares que visitó mientras estaba de servicio.
Murió de tuberculosis en 1894, la misma enfermedad que mataría a su hermano cuatro años después. En 1899, su madre dotó un fondo en la Academia Imperial de las Artes para establecer el "Premio Yendogurov" para la pintura de paisajes. Dicho premio se mantuvo hasta 1917.